# All-NBA Team 1990-2000
Cestisti inseriti nell'All-NBA Team per il periodo 1990-2000.

## Elenco
|           | Membri del Naismith Memorial Basketball Hall of Fame |
| Grassetto | NBA Most Valuable Player                             |

| Stagione  |                       |                        |                       |                        |                       |                        |
| Stagione  | 1º quintetto          | 1º quintetto           | 2º quintetto          | 2º quintetto           | 3º quintetto          | 3º quintetto           |
| Stagione  | Giocatore             | Squadra                | Giocatore             | Squadra                | Giocatore             | Squadra                |
| --------- | --------------------- | ---------------------- | --------------------- | ---------------------- | --------------------- | ---------------------- |
| 1990-1991 | Karl Malone (4)       | Utah Jazz              | Dominique Wilkins (5) | Atlanta Hawks          | James Worthy (2)      | Los Angeles Lakers     |
| 1990-1991 | Charles Barkley (6)   | Philadelphia 76ers     | Chris Mullin (3)      | Golden State Warriors  | Bernard King (4)      | Washington Bullets     |
| 1990-1991 | David Robinson (2)    | San Antonio Spurs      | Patrick Ewing (4)     | New York Knicks        | Hakeem Olajuwon (6)   | Houston Rockets        |
| 1990-1991 | Michael Jordan (6)    | Chicago Bulls          | Kevin Johnson (3)     | Phoenix Suns           | John Stockton (4)     | Utah Jazz              |
| 1990-1991 | Magic Johnson (10)    | Los Angeles Lakers     | Clyde Drexler (3)     | Portland Trail Blazers | Joe Dumars (2)        | Detroit Pistons        |
| 1991-1992 | Karl Malone (5)       | Utah Jazz              | Scottie Pippen        | Chicago Bulls          | Dennis Rodman         | Detroit Pistons        |
| 1991-1992 | Chris Mullin (4)      | Golden State Warriors  | Charles Barkley (7)   | Philadelphia 76ers     | Kevin Willis          | Atlanta Hawks          |
| 1991-1992 | David Robinson (3)    | San Antonio Spurs      | Patrick Ewing (5)     | New York Knicks        | Brad Daugherty        | Cleveland Cavaliers    |
| 1991-1992 | Michael Jordan (7)    | Chicago Bulls          | Tim Hardaway          | Golden State Warriors  | Mark Price (2)        | Cleveland Cavaliers    |
| 1991-1992 | Clyde Drexler (4)     | Portland Trail Blazers | John Stockton (5)     | Utah Jazz              | Kevin Johnson (4)     | Phoenix Suns           |
| 1992-1993 | Charles Barkley (8)   | Phoenix Suns           | Dominique Wilkins (6) | Atlanta Hawks          | Scottie Pippen (2)    | Chicago Bulls          |
| 1992-1993 | Karl Malone (6)       | Utah Jazz              | Larry Johnson         | Charlotte Hornets      | Derrick Coleman       | New Jersey Nets        |
| 1992-1993 | Hakeem Olajuwon (7)   | Houston Rockets        | Patrick Ewing (6)     | New York Knicks        | David Robinson (4)    | San Antonio Spurs      |
| 1992-1993 | Michael Jordan (8)    | Chicago Bulls          | John Stockton (6)     | Utah Jazz              | Tim Hardaway (2)      | Golden State Warriors  |
| 1992-1993 | Mark Price (3)        | Cleveland Cavaliers    | Joe Dumars (3)        | Detroit Pistons        | Dražen Petrović       | New Jersey Nets        |
| 1993-1994 | Scottie Pippen (3)    | Chicago Bulls          | Shawn Kemp            | Seattle SuperSonics    | Derrick Coleman (2)   | New Jersey Nets        |
| 1993-1994 | Karl Malone (7)       | Utah Jazz              | Charles Barkley (9)   | Phoenix Suns           | Dominique Wilkins (7) | Los Angeles Clippers   |
| 1993-1994 | Hakeem Olajuwon (8)   | Houston Rockets        | David Robinson (5)    | San Antonio Spurs      | Shaquille O'Neal      | Orlando Magic          |
| 1993-1994 | John Stockton (7)     | Utah Jazz              | Mitch Richmond        | Sacramento Kings       | Mark Price (4)        | Cleveland Cavaliers    |
| 1993-1994 | Latrell Sprewell      | Golden State Warriors  | Kevin Johnson (5)     | Phoenix Suns           | Gary Payton           | Seattle SuperSonics    |
| 1994-1995 | Karl Malone (8)       | Utah Jazz              | Charles Barkley (10)  | Phoenix Suns           | Detlef Schrempf       | Seattle SuperSonics    |
| 1994-1995 | Scottie Pippen (4)    | Chicago Bulls          | Shawn Kemp (2)        | Seattle SuperSonics    | Dennis Rodman (2)     | San Antonio Spurs      |
| 1994-1995 | David Robinson (6)    | San Antonio Spurs      | Shaquille O'Neal (2)  | Orlando Magic          | Hakeem Olajuwon (9)   | Houston Rockets        |
| 1994-1995 | John Stockton (8)     | Utah Jazz              | Gary Payton (2)       | Seattle SuperSonics    | Reggie Miller         | Indiana Pacers         |
| 1994-1995 | Anfernee Hardaway     | Orlando Magic          | Mitch Richmond (2)    | Sacramento Kings       | Clyde Drexler (5)     | Houston Rockets        |
| 1995-1996 | Scottie Pippen (5)    | Chicago Bulls          | Shawn Kemp (3)        | Seattle SuperSonics    | Charles Barkley (11)  | Phoenix Suns           |
| 1995-1996 | Karl Malone (9)       | Utah Jazz              | Grant Hill            | Detroit Pistons        | Juwan Howard          | Washington Bullets     |
| 1995-1996 | David Robinson (7)    | San Antonio Spurs      | Hakeem Olajuwon (10)  | Houston Rockets        | Shaquille O'Neal (3)  | Orlando Magic          |
| 1995-1996 | Michael Jordan (9)    | Chicago Bulls          | Gary Payton (3)       | Seattle SuperSonics    | Mitch Richmond (3)    | Sacramento Kings       |
| 1995-1996 | Anfernee Hardaway (2) | Orlando Magic          | John Stockton (9)     | Utah Jazz              | Reggie Miller (2)     | Indiana Pacers         |
| 1996-1997 | Karl Malone (10)      | Utah Jazz              | Scottie Pippen (6)    | Chicago Bulls          | Anthony Mason         | Charlotte Hornets      |
| 1996-1997 | Grant Hill (2)        | Detroit Pistons        | Glen Rice             | Charlotte Hornets      | Vin Baker             | Milwaukee Bucks        |
| 1996-1997 | Hakeem Olajuwon (11)  | Houston Rockets        | Patrick Ewing (7)     | New York Knicks        | Shaquille O'Neal (4)  | Los Angeles Lakers     |
| 1996-1997 | Michael Jordan (10)   | Chicago Bulls          | Gary Payton (4)       | Seattle SuperSonics    | John Stockton (10)    | Utah Jazz              |
| 1996-1997 | Tim Hardaway (3)      | Miami Heat             | Mitch Richmond (4)    | Sacramento Kings       | Anfernee Hardaway (3) | Orlando Magic          |
| 1997-1998 | Karl Malone (11)      | Utah Jazz              | Grant Hill (3)        | Detroit Pistons        | Scottie Pippen (7)    | Chicago Bulls          |
| 1997-1998 | Tim Duncan            | San Antonio Spurs      | Vin Baker (2)         | Seattle SuperSonics    | Glen Rice (2)         | Charlotte Hornets      |
| 1997-1998 | Shaquille O'Neal (5)  | Los Angeles Lakers     | David Robinson (8)    | San Antonio Spurs      | Dikembe Mutombo       | Atlanta Hawks          |
| 1997-1998 | Michael Jordan (11)   | Chicago Bulls          | Tim Hardaway (4)      | Miami Heat             | Mitch Richmond (5)    | Sacramento Kings       |
| 1997-1998 | Gary Payton (5)       | Seattle SuperSonics    | Rod Strickland        | Washington Bullets     | Reggie Miller (3)     | Indiana Pacers         |
| 1998-1999 | Karl Malone (12)      | Utah Jazz              | Chris Webber          | Sacramento Kings       | Kevin Garnett         | Minnesota Timberwolves |
| 1998-1999 | Tim Duncan (2)        | San Antonio Spurs      | Grant Hill (4)        | Detroit Pistons        | Antonio McDyess       | Denver Nuggets         |
| 1998-1999 | Alonzo Mourning       | Miami Heat             | Shaquille O'Neal (6)  | Los Angeles Lakers     | Hakeem Olajuwon (12)  | Houston Rockets        |
| 1998-1999 | Allen Iverson         | Philadelphia 76ers     | Gary Payton (6)       | Seattle SuperSonics    | Kobe Bryant           | Los Angeles Lakers     |
| 1998-1999 | Jason Kidd            | Phoenix Suns           | Tim Hardaway (5)      | Miami Heat             | John Stockton (11)    | Utah Jazz              |
| 1999-2000 | Tim Duncan (3)        | San Antonio Spurs      | Karl Malone (13)      | Utah Jazz              | Chris Webber (2)      | Sacramento Kings       |
| 1999-2000 | Kevin Garnett (2)     | Minnesota Timberwolves | Grant Hill (5)        | Detroit Pistons        | Vince Carter          | Toronto Raptors        |
| 1999-2000 | Shaquille O'Neal (7)  | Los Angeles Lakers     | Alonzo Mourning (2)   | Miami Heat             | David Robinson (9)    | San Antonio Spurs      |
| 1999-2000 | Jason Kidd (2)        | Phoenix Suns           | Allen Iverson (2)     | Philadelphia 76ers     | Eddie Jones           | Charlotte Hornets      |
| 1999-2000 | Gary Payton (7)       | Seattle SuperSonics    | Kobe Bryant (2)       | Los Angeles Lakers     | Stephon Marbury       | New Jersey Nets        |